# Танесі Маамау
Танесі Маамау (англ. Taneti Maamau; нар. 16 вересня 1960) — чинний президент держави Кірибаті з 11  березня 2016 року.

## Життєпис
Народився 16 вересня 1960 року на острові Онотоа на Островах Гілберта. До приходу в політику був дияконом однієї з протестантських церков. Був міністром фінансів у адміністрації президента Кірибаті Тебуроро Тіто. З 2011 року — депутат парламенту Кірибаті. Переміг на президентських виборах 9 березня 2016 року від коаліції Tobwaan Kiribati Party, складеної з двох опозиційних партій. Мав при цьому підтримку двох попередніх президентів — Тебуроро Тіто і Аноте Тонга.